# Fort Anne

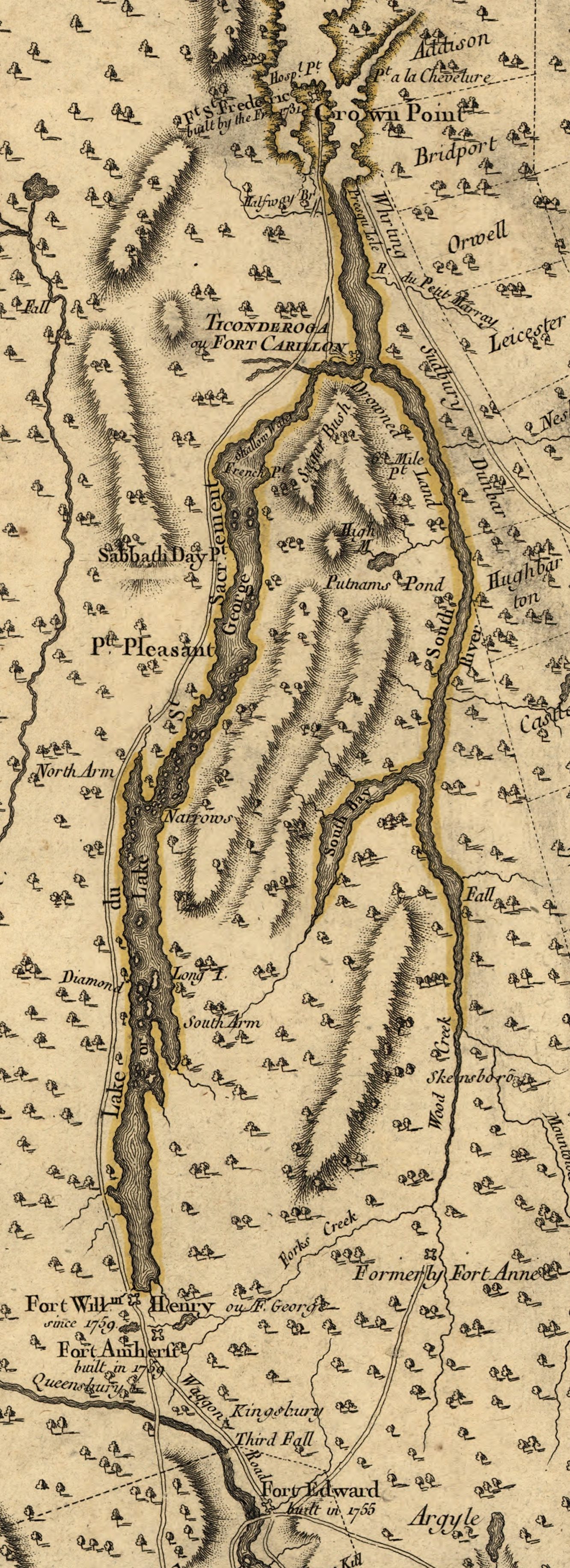
Fort Anne återfinns i kartans sydöstra del, utmärkt med texten Formerly Fort Anne. Vägen från Fort Anne till Fort Edward löper längs the Grand Portage.

Fort Anne var ett fort vilket under olika namn  under perioden 1692-1780 låg där samhället Fort Ann, New York idag ligger. Detta fort får inte förväxlas med det fort som låg i Annapolis Royal, Nova Scotia.

## Old Stone Fort
Vid slutpunkten för the Great Portage eller "den stora mårkan", 18 km från den krök i Hudsonfloden där Fort Edward senare byggdes, anlades 1690 ett befäst läger som bas för ett försök att invadera Kanada via Lake Champlain under Kung Vilhelms krig. Senare under kriget anlades på samma ställe ett läger som bas för en ny expedition 1692. Detta läger gick under namnet "Old Stone Fort" trots att det bara beskyddades av jordvallar. 

## Fort Schuyler
Under Drottning Annas krig byggdes 1709 på platsen ett ordentligt fort, kallat "Fort Schyler", som bas för ytterligare en expedition. Detta fort brändes ned när expeditionen retirerade till Albany 1712.  

## Fort Anne
Fortet återuppbyggdes 1711. Det gick under namnet Queen's Fort under byggnadsskedet, men det färdigställda fortet döptes till "Fort Anne", efter drottning Anna. Både Fort Schuyler och Fort Anne var anlagda som en palissaderad kvadrat med 45 meters sida med bastioner i varje hörn. Under fransk-indianska kriget återställdes fortet i stridbart skick 1757 och fick innanför palissaden ett tyghus och ett krutmagasin, bägge uppförda i sten. Under det amerikanska frihetskriget garnisonerades det av patriotiska trupper, men brändes av sina egna 1777 inför hotet från överlägsna brittiska styrkor. Ett nytt fort uppfördes 1777 av patrioterna, men det kapitulerade till britterna och brändes ned 1780.  